# Európai árfolyam-mechanizmus

2020. július 10-e óta

Az európai árfolyam-mechanizmus (angolul European Exchange Rate Mechanism, ERM) az Európai Közösség által 1979 márciusában az Európai Monetáris Rendszer (European Monetary System, EMS) részeként abból a célból létrehozott rendszer, hogy a Gazdasági és Monetáris Unió létrehozására, illetve az euró bevezetésére való felkészülés jegyében csökkentse az árfolyamingadozást és közelebb vigyen a pénzügyi stabilitáshoz a Közösség (a majdani Európai Unió, EU) tagállamaiban.
Jelenlegi tagjai: Dánia, amely nem tervezi bevezetni a közös európai valutát, a dánok 2000-ben egy népszavazáson elvetették az euró bevezetését; valamint Bulgária.
Az euró bevezetésére végül 1999. január 1-jén sor került, de nem az akkori 15 EU-tagállam mindegyikében. Az ERM ezután is fennmaradt, mint „az euró előszobája”, amelyben az euró bevezetésére készülő bármely EU-tagállamnak legalább két évig tartania kell saját fizetőeszközét.
Magyarország nem tagja az ERM-nek, az ERM-éhez hasonló sávos árfolyamrendszerről 2008 februárjában tért át a lebegő árfolyamrendszerre. A szomszédos EU-tagországok közül Ausztria, Szlovákia, Szlovénia és Horvátország már bevezette az eurót – Ausztria az eurózóna alapító tagállama, 1999 óta fizetőeszköze az euró. Románia – Magyarországhoz hasonlóan – az ERM bevezetéséhez szükséges gazdasági stabilitás megteremtésének szakaszában van.
Azonban az euró is veszített vonzerejéből: a 2012-es görög pénzügyi válság megmutatta, hogy nem feltétlenül jár több előnnyel az euróövezeti tagság, mint amennyi hátrányt okoz, ha egy ország lemond az önálló monetáris politikáról.

## Működése
Az ERM köztes árfolyamrendszerű, melyben az árfolyam megengedett mozgásának szélső értékeit meghatározzák, de ezek közt az árfolyam szabadon mozoghat. Az euró bevezetése előtt az árfolyamokat az ECU-höz kötötték, amelynek értékét a tagországok devizáinak súlyozott átlagaként állapították meg.
Az ECU-ben meghatározott központi rátája körül minden egyes ERM-tag-deviza 2,25%-ot erősödhetett vagy gyengülhetett (az olasz líra kivételével, amelynek szélesebb, ±6%-os lebegtetési sávot engedélyeztek). A meghatározottnál nagyobb esetleges árfolyammozgásokat piaci beavatkozások, illetve hitelügyletek voltak hivatottak megakadályozni.

## Megrázkódtatásai

### Az ír font/font sterling szakítás
1979-ben, röviddel az ERM-hez való csatlakozása után Írországnak meg kellett szüntetnie az ír font rögzítését a font sterlinghez, amely nem volt tagja az ERM-nek, s úgy megerősödött az ERM-devizákkal szemben, hogy a rögzítés megtartása az ERM-ben meghatározott sávon kívülre vitte volna az ír fontot.

### A font sterlinget kiütik az ERM-ből
Végül 1990-ben az Egyesült Királyság is belépett az ERM-be. Nem tölthetett azonban túl sok időt az árfolyamrendszerben: 1992-ben el kellett hagynia, mert piac okozta árfolyamspekuláció hirtelen óriási, rémületet okozó nyomás alá helyezte a font sterlinget. Az állam több mint 6 milliárd font sterlinget költött arra, hogy a szűk árfolyamsávon belül tartsa a font sterlinget, hiába. Az összeomlás napját, 1992. szeptember 16-át azóta is Fekete szerda néven emlegetik a pénzpiacokon. A font sterling azóta sem tagja az ERM-nek és az árfolyamrendszer kikényszerített elhagyását azóta sokan átértékelték, még olyanok is akadtak, akik „Fehér Szerda” névre keresztelték át. Az 1990-es évek elején ugyanis a brit gazdaság recesszióban volt, 1992 után azonban jól teljesített. (Emiatt egyesek „Európai Recessziós Mechanizmus” gúnynéven értelmezték újra az ERM betűszót).

### Kiszélesítik a sávot
1993-ban kényszerűen ±15%-ra szélesítették ki az ERM árfolyamsávját, hogy elkerüljék a font sterling katasztrófájának megismétlődését, miután spekuláció indult a francia frank és más ERM-tag devizák ellen.

## Az euró és az ERM II
1998. december 31-én az eurózóna tagországainak ECU-árfolyamait befagyasztották, s ezzel létrehozták a másnapi hatállyal az ECU örökébe lépő, euróval szembeni átváltási árfolyamokat is.
1999 másik jelentős változása, hogy az ERM-et az ERM–2 (vagy ERM II) váltotta fel. Az új rendszerben, mint a régi ERM-ben is, a tagdeviza a belépéskor meghatározott, de indokolt esetben változtatható központi árfolyam körül ±15%-os sávban mozoghat. „...az ERM II segít annak biztosításában, hogy az ERM II-ben részt vevő, euroövezeten kívüli tagállamok politikáikat a stabilitás irányába orientálják, támogatja a konvergenciát, és ezáltal hozzájárul az euró bevezetésére e tagállamok által kifejtett erőfeszítésekhez” – fogalmaz az EU egyik hivatalos dokumentuma. Az ERM II-tagok számára az Európai Központi Bank hozzáférést biztosít egy külön megállapodásban rögzített maximum összegű rövidtávú támogatási kerethez arra az esetre, ha az árfolyamsávot védeniük kellene. (Ilyen felső összeget a nem ERM-tag EU-tagok központi bankjai számára is meghatároznak.)

### Későbbi változások
Mivel az eredeti ERM tagjai közül csaknem minden ország az eurózónába lépett tovább, az ERM II-ben csak Görögország és Dánia maradt. 2001-ben azonban Görögország is bevezette az eurót, így a dán korona maradt az egyetlen ERM II-tag. A korona esetében Dánia az ERM II kereteinél szigorúbb lebegtetési szabályt vállalt: a Danmarks Nationalbank, a dán jegybank az euró ellen 7,46038 dán koronában meghatározott központi árfolyamhoz képest ±2,25%-os sávban tartja az ország fizetőeszközét. (A valóságban azonban a korona még ennél is sokkal szűkebb sávban mozgott.)

A cél: az euró

Az EU új tagállamai vállalták, hogy bevezetik az eurót (azaz előtte legalább két évvel belépnek az ERM II-be is), csatlakozási szerződéseik azonban erre nem jelöltek meg határidőt. A 2004-es (és a 2007-es) EU-bővítés során az Európai Unióba lépő országok számára irányelvként szintén szűkebb lebegési sávot határozott meg az Európai Bizottság az euró bevezetésének feltételeként: a központi árfolyam körüli ±2,25%-ot. Nyilatkozataikban azonban az EU hivatalnokai azt is sugallták, hogy az eurózónába való döntés meghozói az adott deviza erősödését megengednék, s a szűk sávra vonatkozó szabály csak a gyengülésre vonatkozik. Ezt tükrözte az is, hogy Szlovákiának az ERM II-ben töltött 15 hónap után engedélyezték, hogy 2007 márciusában 8,5%-kal, 35,4424-re értékelje fel a szlovák korona euró elleni központi árfolyamát.
Az ERM II tagországainak körében a 2004-es EU-bővítési kör óta annyi változás történt, hogy 2007-ben Szlovénia, 2008-ban Ciprus és Málta, 2009-ben Szlovákia, 2011-ben Észtország, 2014-ben Lettország és 2015-ben pedig Litvánia is átlépett az ERM II-ből az eurózónába.
Az ERM II-ből az eurózónába való átlépésnek nem csak árfolyamfeltételei vannak. Ezeket az államháztartási hiányra, az inflációra, a hosszú távú állampapírkamatokra és az államadósságnak a GDP-hez viszonyított arányára vonatkozó feltételeket a maastrichti kritériumok foglalják össze. Magyarország volt az egyetlen az új EU-tagországok közül, amely éveken keresztül a belépés egyetlen kritériumát sem teljesítette. Magyarország az előzetes várakozások alapján 2009-re teljesíthette volna a fogyasztói árindexre (inflációra) vonatkozó, valamint a GDP-arányos államháztartási hiányra (3%) vonatkozó kritériumokat, s így azon év végén megkezdődhettek volna az ERM-csatlakozási tárgyalásai. Ezeket a feltételeket még 2020-ig sem teljesítette Magyarország.
2020-ban Horvátország és Bulgária is csatlakozott az ERM-II-höz. Horvátországban 2023-ban bevezették, míg Bulgáriában 2026-ban vezetik be az eurót.

## Árfolyamsávok
Elméletben az ERM II-n belül minden deviza a megállapított központi árfolyamhoz képest lefelé és felfelé is 16%-ot ingadozhat. A valóságban a dán korona árfolyama alig mozog a sávközéphez képest, általában kevesebb, mint 1 százalék az eltérés.
| Belépés időpontja  | Ország | Deviza  | 1 €      | Sáv               | Sáv          | Megjegyzés |
| Belépés időpontja  | Ország | Deviza  | 1 €      | A szabály szerint | A valóságban | Megjegyzés |
| ------------------ | ------ | ------- | -------- | ----------------- | ------------ | --- |
| 1999. január 1.    | DEN    | Korona  | 7,46038  | 2,25%             | <1%          | A dán korona 1999-ben, az euró bevezetéskor lépett az ERM II-be. |
| 1999. január 1.    | GRE    | Drachma | 353,109  | 15%               | Ismeretlen   | |
| 2004. június 28.   | SLO    | Tolár   | 239,64   | 15%               | 0,16%        | |
| 2005. május 2.     | CYP    | Font    | 0,585274 | 15%               | 2,1%         | |
| 2005. május 2.     | MLT    | Líra    | 0,4293   | 15%               | 0%           | |
| 2005. november 28. | SVK    | Korona  | 38,455   | 15%               | 12%          | |
| 2004. június 28.   | EST    | Korona  | 15,6466  | 15%               | 0%           | |
| 2005. május 2.     | LAT    | Lat     | 0,702804 | 15%               | 1%           | Lettország valutatanácsot alkalmaz, amelyben a latot kezdetben az SDR-hoz, 2005. január 1-től pedig az euróhoz rögzítették. 2014. január 1-től az ország fizetőeszköze az euró lett. |
| 2004. június 28.   | LTU    | Litas   | 3,4528   | 15%               | 0%           | A litván litas 2002. február 2-áig az amerikai dollárhoz volt rögzített, ezután pedig az euróhoz. 2015. január 1-jén felváltotta az euró.                                            |
| 2020. július 10.   | CRO    | Kuna    | 7,53450  | 15%               | 0%           | |

### AzEurópai Központi Banksajtóközleményei
- 2004. május 3. - Az új tagállamok nemzeti központi bankjainak bevonása az ERM-2 központi banki megállapodásba
- 27 June 2004 - Slovenian tolar included in the Exchange Rate Mechanism II (ERM II)
- 27 June 2004 - Lithuanian litas included in the Exchange Rate Mechanism II (ERM II)
- 27 June 2004 - Estonian kroon included in the Exchange Rate Mechanism II (ERM II)
- 29 April 2005 - Latvian lats included in the Exchange Rate Mechanism II (ERM II)
- 29 April 2005 - Cyprus pound included in the Exchange Rate Mechanism II (ERM II)
- 29 April 2005 - Maltese lira included in the Exchange Rate Mechanism II (ERM II)
- 25 November 2005 - Slovak koruna included in the Exchange Rate Mechanism II (ERM II)